# Code of Silence
Code of Silence (br.: O Código do Silêncio; pt.: Código de Silêncio) é um filme estadunidense de 1985, do género de ação, realizado por Andrew Davis, produzido pela Metro-Goldwyn-Mayer e protagonizado por Chuck Norris, Henry Silva e Bert Remsen.

## Sinopse
Eddie Cusack é um detective de Chicago que, ao contrário dos polícias habituais, trabalha na luta contra o crime à sua maneira, guiando-se pelas suas próprias regras e leis, um hábito que com o tempo se torna perigoso, especialmente quando quebra o pacto do "Código de Silêncio", pacto feito com todos os polícias americanos em que ninguém denuncia ninguém naquele meio, nem faz nada que desagrade a classe policial. Eddie decide quebrar esse código para testemunhar contra um policial que matou um suspeito desarmado. Mas quando se vê metido numa batalha contra dois reis do crime rivais, agora ele não recebe nenhuma ajuda dos seus colegas, alguns aliando-se até aos inimigos de Cusack. Terá de ser ele, pelos seus próprios meios, a enfrentar esta dura batalha, que poderá custar-lhe a vida ou não.

## Elenco
- Chuck Norris - Eddie Cusack
- Henry Silva - Luis Comacho
- Bert Remsen - Comandante Kates
- Mike Genovese - Tony Luna
- Nathan Davis - Felix Scalese
- Ralph Foody - Det. Cragie
- Allen Hamilton - Ted Pirelli
- Ron Henriquez - Victor Comacho
- Joe Guzaldo - Det. Nick Kopalas
- Molly Hagan - Diana Luna
- Ron Dean - Det. Brennan
- Wilbert Bradley - Spider
- Dennis Farina - Det. Dorato
- Gene Barge - Det. Music
- Robert Wall - Ladrão